# 토지주택연구원
토지주택연구원(土地住宅硏究院, Land & Housing Institute ; LHI)은 국토경쟁력 강화와 서민주거안정을 위한 정부정책 수립을 지원하고, 공공성에 기반한 한국토지주택공사의 사업노하우를 보급하기 위하여 설립된 한국토지주택공사 부설연구기관이다. 대전광역시 유성구 엑스포로 539번길 99 (전민동)에 위치하고 있다.

## 연혁

### 주택도시연구원
- 1962년 주택문제연구소 설립 (대한주택공사 창립)
- 1968년 주택연구소로 개칭
- 2001년 주택도시연구원으로 개칭

### 국토도시연구원
- 1995년 토지연구원 설립
- 2004년 도시지역연구소 신설
- 2006년 국토도시연구원으로 개칭
- 2007년 시험연구소를 시험연구센터로 확대 개편

### 토지주택연구원
- 2009년 대한주택공사와 한국토지공사 통합에 따라 토지주택연구원으로 통합
- 2010년 대전 대덕연구단지 내로 통합 이전

## 조직

### 토지주택연구원장
- 도시재생사업단
- U-Eco City연구단

#### 연구지원처
- 연구총괄부
- 연구지원부
- 녹색인증센터

##### 경영·정책연구실
- 전략경영연구단
- 부동산경제연구단
- 정책제도연구단

##### 도시·건축연구실
- 도시계획연구단
- 주택설계연구단

##### 건설·환경연구실
- 사업관리연구단
- 건설기술연구단
- 환경·에너지연구단

## 소속기관
- 토지주택대학